# Рокитне (Хабаровський район)
Роки́тне (рос. Ракитное) — село у складі Хабаровського району Хабаровського краю, Росія. Адміністративний центр Рокитненського сільського поселення.

## Населення
Населення — 2348 осіб (2010; 2343 у 2002).
Національний склад (станом на 2002 рік):
- росіяни — 93 %